# 2011年8月日本

## 8月1日
- 三名日本自由民主黨國會議員在飛抵南韓首爾金浦機場欲入境訪問獨島(日本稱為竹島，並主張為日本領土)附近、由南韓政府控制的鬱陵島時遭到拒絕，一名已抵達南韓的日本拓殖大學教授也被遣返。[1]

## 8月2日
- 8月2日，日本發表最新一期的防衛白皮書，指竹島（韓方稱獨島）的問題仍未解決，韓方已向日本提出抗議。[2]

## 8月9日
- 長崎原爆66周年，為死難者哀悼，美國駐日大使首次參與在和平公園舉行的哀悼活動。[3]

## 8月12日
- 8月12日：朝日新聞在10日的日介紹一名義工醫生在地震受災地區工作，但經調查後並非持牌醫生，朝日新聞已撤銷有關報導。[4]

## 8月19日
- 福島縣對開的太平洋發生6.8級地震，當局一度發出海嘯警告，氣象台於下午3時後解除。[5]

## 8月23日
- 美國投資機構穆迪將日本的信貸評級由Aa3降至Aa2，原因是日本赤字惡化，加上沒有有效措施滅赤。[6]
- 美國副總統喬·拜登前往日本，於仙台機場發表演說，並與首相菅直人會面。[7]

## 8月26日
- 首相菅直人宣佈辭職，民主黨將會選出新的主席出任新首相。在任期間仍未解決普天間飛行場的問題，此外東北大地震救災不力以及日圓匯價創新高，足以影響他的民望。[8]

## 8月29日
- 民主黨選出野田佳彥為黨魁，成為第95任首相，他在投票中以不過半數的得票率擊敗海江田萬里等3名候選人當選。 [9]